# G.E.M.
G.E.M., pseudonimo di Gloria Tang Sze-wing (鄧詩穎S, Dèng ShīyǐngP; Hong Kong, 16 agosto 1991), è una cantautrice e musicista hongkonghese.

## Biografia
Il suo pseudonimo G.E.M. è un acronimo di Get Everybody Moving. La cantante ha esordito nel 2008 con l'EP eponimo.

## Discografia

### Album in studio
- 2009 – 18...
- 2010 – My Secret
- 2012 – Xposed

### Album dal vivo
- 2011 – Get Everybody Moving Concert 2011
- 2013 – G.E.M.X.X.X. Live

### EP
- 2008 – G.E.M.

### Raccolte
- 2013 – The Best of 2008-2012